# Stroggylocephalus placidus
Stroggylocephalus placidus är en insektsart som beskrevs av Léon Abel Provancher 1889. Stroggylocephalus placidus ingår i släktet Stroggylocephalus och familjen dvärgstritar. Inga underarter finns listade i Catalogue of Life.